# Луций Катий Целер
Луций Катий Целер (лат. Lucius Catius Celer) — римский политический деятель первой половины III века.
Целер происходил из рода Катиев. Его отцом или дедом, предположительно, был консул 216 года Публий Катий Сабин.
Между 238 и 241 годом Целер занимал должность легата пропретора провинции Фракия. В это время он воздвиг в честь императора Гордиана III статую в Августе Траяне. Около 241 года он был заочно назначен консулом-суффектом. Затем, в 242 году Целер находился на посту легата пропретора Верхней Мёзии.
По всей видимости, его братьями были консулы Секст Катий Клементин Присциллиан и Гай Катий Клемент.